# Лошанці
Лошанці (біл. вёска Лашанцы) — село в складі Крупського району Мінської області, Білорусь. Село підпорядковане Ігрушківській сільській раді, розташоване в східній частині області.